# Juan Camilo Castillo
Juan Camilo Castillo Andrade (Tumaco, 3 ottobre 2002) è un calciatore colombiano, difensore del Pari Nižnij Novgorod.

## Caratteristiche tecniche
È un terzino sinistro.

## Carriera
È cresciuto nel settore giovanile dei Millonarios. Il 13 aprile 2021 è stato acquistato a titolo definitivo dal N.Y. Red Bulls II, ed il 14 maggio ha debuttato nell'incontro di USL Championship perso 1-0 contro l'Inter Miami II. Titolare nella maggior parte degli incontri, a fine anno ha prolungato il contratto anche per la stagione successiva. Il 24 gennaio 2023 è stato acquistato dal Philadelphia Union II ed il 25 luglio seguente ha segnato il suo primo gol nella trasferta di MLS Next Pro vinta 6-2 contro il Columbus Crew 2.
Nel gennaio del 2024 ha fatto ritorno in Colombia dove ha firmato un contratto con il Fortaleza C.E.I.F.. Un anno più tardi, il 17 gennaio 2025, è approdato in Europa al Pari Nižnij Novgorod.

## Statistiche

### Presenze e reti nei club
Statistiche aggiornate al 19 gennaio 2025
| Stagione                     | Squadra                      | Campionato                   | Campionato | Campionato | Coppe nazionali | Coppe nazionali | Coppe nazionali | Coppe continentali | Coppe continentali | Coppe continentali | Altre coppe | Altre coppe | Altre coppe | Totale | Totale | Totale |
| Stagione                     | Squadra                      | Comp                         | Pres       | Reti       | Comp            | Pres            | Reti            | Comp               | Pres               | Reti               | Comp        | Pres        | Reti        | Pres   | Reti   |        |
| ---------------------------- | ---------------------------- | ---------------------------- | ---------- | ---------- | --------------- | --------------- | --------------- | ------------------ | ------------------ | ------------------ | ----------- | ----------- | ----------- | ------ | ------ | ------ |
| 2021                         | N.Y. Red Bulls II            | USL                          | 29         | 0          | -               | -               | -               | -                  | -                  | -                  | -           | -           | -           | 29     | 0      |        |
| 2022                         | N.Y. Red Bulls II            | USL                          | 17         | 0          | -               | -               | -               | -                  | -                  | -                  | -           | -           | -           | 17     | 0      |        |
| Totale New York Red Bulls II | Totale New York Red Bulls II | Totale New York Red Bulls II | 46         | 0          |                 | -               | -               |                    | -                  | -                  |             | -           | -           | 46     | 0      |        |
| 2023                         | Philadelphia Union II        | MNP                          | 28         | 2          | -               | -               | -               | -                  | -                  | -                  | -           | -           | -           | 28     | 2      |        |
| 2024                         | Fortaleza C.E.I.F.           | A                            | 33         | 1          | CC              | 0               | 0               | -                  | -                  | -                  | -           | -           | -           | 33     | 1      |        |
| Totale carriera              | Totale carriera              | Totale carriera              | 107        | 3          |                 | 3               | 0               |                    | -                  | -                  |             | -           | -           | 110    | 3      |        |